# 黑斯蒂 (明尼蘇達州)
黑斯蒂（英語：Hasty）是位於美國明尼蘇達州賴特縣克利爾沃特鎮區及錫爾弗克里克鎮區的一個非建制地區。

## 歷史
黑斯蒂於1895年成立，得名自當地地主沃倫·黑斯蒂（Warren Hasty）。黑斯蒂的郵局於1888年成立，其後於1954年停運。

## 地理
黑斯蒂所處的海拔為高於海平面299米（即981英呎），而該地所採用的時區為UTC-6，即北美中部時區（CST）。同時該地設有夏令時間，為UTC-6調快一小時，即UTC-5（CDT）。